# Mydaea corni
Mydaea corni är en tvåvingeart som först beskrevs av Giovanni Antonio Scopoli 1763.  Mydaea corni ingår i släktet Mydaea och familjen husflugor. Arten är reproducerande i Sverige. Inga underarter finns listade i Catalogue of Life.